# 言語如蘇打般湧現
《言語如蘇打般湧現》，是於2021年7月上映的日本動畫電影，講述不善交際的俳人櫻桃和迷失自我的網紅微笑以文字和音樂拉近彼此距離的故事。
此作亦是Flying DOG成立十週年的紀念作品。

## 劇情簡介
櫻桃是不善於與人溝通的男孩，平時總是戴著耳機，避免與人交談，並只將自己的想法寫成俳句。另一方面，年輕女孩微笑原本是在社交媒體Curio Live頗有名氣的網紅，但最近卻因牙套而擔心會變得不可愛，令人氣下跌，因而開始戴上口罩外出。然而某天在購物中心裡，櫻桃為躲避踏滑板的海狸而意外撞跌身旁的微笑，二人亦因此而認識，開始互傳短訊交流，櫻桃亦開始寫作以微笑為題的俳句。透過俳句和音樂，平時只將內心想法藏於心裡的二人距離縮短，卻又在相處之中漸漸疏遠。

## 角色
櫻桃
配音：市川染五郎（日本）
17歲，本名佐倉結以，是不善於與人交際的男孩，平時總是戴耳機，很少與其他人說話，會將自己的想法寫成俳句，喜歡喝蘇打水，在劇情最後向女主角微笑表達最真摯的告白，女主最後也把口罩脫掉露出牙齒以微笑回應佐倉。
微笑
配音：杉咲花（日本）
16歲，本名星野由紀，人氣網紅。最初與姊姊和妹妹一起以「為我微笑」的團體名在Curio Live上發佈帶可愛元素的音樂影片，後以個人身份活動。正在進行牙齒矯正，平時外出會戴口罩。
海狸
配音：潘惠美（日本）
六年級生，櫻桃的朋友，日本和墨西哥混血兒，因此擁有藍眼、金髮和棕色皮膚，亦不會寫日語。非常喜歡惡作劇。於購物中心天台有一個秘密基地，平時會帶朋友到那裡消磨時間。
日本（ジャパン）
配音：花江夏樹（日本）
櫻桃、海狸的朋友，購物中心回收店的員工，喜歡追星，是微笑的忠實粉絲。
硬漢
配音：梅原裕一郎（日本）
櫻桃的好友，藤山的孫子，本名為靖幸，個性豪爽，脾氣暴躁。
朱莉
配音：中島愛（日本）
微笑的姐姐，蓄捲髮，戴著大眼鏡。三姐妹的長女。性格獨立，非常照顧兩個妹妹。喜歡品牌時裝。
馬里
配音：諸星堇（日本）
微笑的妹妹，初中三年級，性格開朗，束雙辮子。喜歡線上遊戲。
光一
配音：神谷浩史（日本）
主角櫻桃的父親。
瑪利亞
配音：坂本真綾（日本）
櫻桃的母親。
藤山
配音：山寺宏一（日本）
俳句大師，嗓門很大。他總是拿著一個空的唱片套並在尋找某樣東西，但卻記不起在找甚麼。
藤山椿
配音：井上喜久子（日本）
藤山的女兒。　　

## 工作人員
- 原創：Flying DOG
- 導演、編劇：石黑恭平
- 劇本：佐藤大
- 角色設計、總作畫監督：愛敬由紀子
- 音樂：牛尾憲輔
- 作畫導演：金田尚美、塞羅爾·塞德里克、西村郁、渡部由紀子、辻智子、洪熙昌、小磯由佳、吉田南
- 原畫：森川聰子
- 概念藝術：小磯由佳、愛敬由紀子
- 色彩設計：大塚眞純
- 美術設定、監修：木村雅廣
- 美術監督：中村千惠子
- 立體CG監督：塚本倫基
- 攝影監督：棚田耕平、關谷能弘
- 音響監督：明田川仁
- 動畫製作：小川拓也
- 發行商：松竹

## 配樂
本作的主題曲是由never young beach主唱的〈Words Bubble Up Like Soda Pop〉，於2020年5月13日（原定上映日期前兩天）公開發行。插曲〈Yamazakura〉則由大貫妙子主唱和編曲。

### 原聲帶
| 曲序 | 曲目                                                              | 演唱              | 时长 |
| ---- | ----------------------------------------------------------------- | ----------------- | ---- |
| 1.   | Words Bubble Up Like Soda Pop（サイダーのように言葉が湧き上がる） | never young beach | 3:26 |
| 2.   | Cityside Rhapsody（シティサイド・ラプソディ）                     | never young beach | 3:42 |

## 製作及發行
本作於2019年2月2日在Twitter釋出預告片，宣佈製作Flying DOG的十週年紀念動畫，由石黑恭平導演，是其第一次參與動畫電影製作，同時亦是聲演男主角的歌舞伎演員市川染五郎首次為動畫配音。石黑恭平於訪談中指他設計角色時，一直聽不到櫻桃的聲音。然而他剛好出席了由市川主演的歌舞伎表演，深深被市川的聲音吸引，櫻桃這個角色亦在其腦海中成型，因此石黑特地邀請無任何配音經驗的市川聲演男主角。而女主角微笑則在劇中戴著口罩，觀眾無法看到她的表情，聲音亦會因隔著口罩亦變得模糊。因此石黑特地邀請的音調高亢且具標誌性的杉咲花，即使隔著口罩其聲音仍易於聽見，亦容易令觀眾留下印象。另外，石黑亦在訪談提到作為本作的重要場景之一的購物中心取景自日吉町。
本作原定計劃於2020年5月15日上映，但由於2019冠狀病毒病日本疫情的影響而押後發佈。同年11月4日宣佈暫定於2021年6月25日上映，並於11月30日開始預售門票。2020年上海國際電影節首映，2021年7月22日於日本上映，同日由Netflix全球發行。
本作的漫畫版於2020年1月的《月刊Comic Alive》連載，並於2020年4月23日出版單行本第一冊，實體小說版亦在同月發行，由監督石黑恭平親自撰寫，內容包括部分在電影版中刪去的場景。

## 外部連結
- 動畫電影《言語如蘇打般湧現》官方網站
- 動畫電影《言語如蘇打般湧現》的X（前Twitter）
- YouTube上的《言語如蘇打般湧現》頻道